# Saint-Pierre-de-Vassols
Saint-Pierre-de-Vassols (okzitanisch: Sant Pèire de Vassòus) ist eine französische Gemeinde mit 504 Einwohnern (Stand 1. Januar 2022) im Département Vaucluse in der Region Provence-Alpes-Côte d’Azur. Sie gehört zum Kanton Pernes-les-Fontaines im Arrondissement Carpentras.

## Lage
Saint-Pierre-de-Vassols liegt fünf Kilometer südlich des Mont Ventoux, zehn Kilometer von Carpentras und 35 Kilometer von Avignon entfernt. Das Gemeindegebiet gehört zum Regionalen Naturpark Mont-Ventoux. Der Ort wird von einer landwirtschaftlich genutzten Ebene umgeben.

## Geschichte

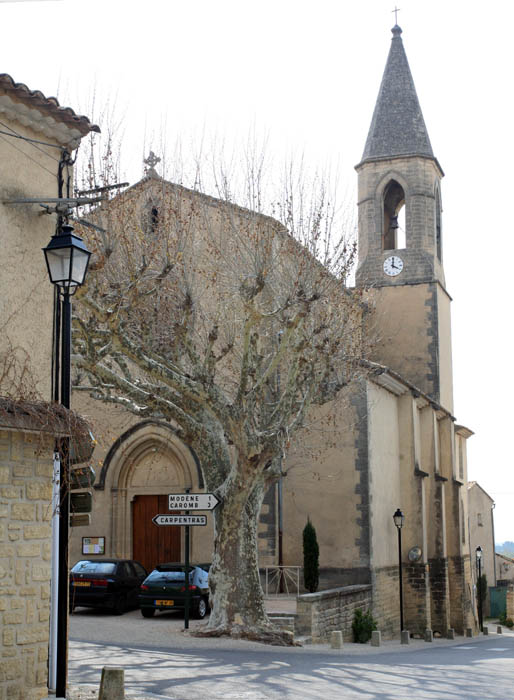
Kirche von Saint-Pierre-de-Vassols

Der Ort wurde erstmals 1262 als Villa Vazolis und Sanctus Johannis de Vassols erwähnt. In der Nähe wurden  jungsteinzeitliche Funde gemacht, die zeigen, dass die Südflanke des Mount Ventoux bereits früh besiedelt wurde. Die Ruinen aus der römischen Zeit sind die Überreste von Villen. Aus dem Mittelalter stammte die Benediktiner-Abtei von St-Jean-de-Vassols im Norden, die nach der Zerstörung aufgegeben wurde. Saint-Pierre-de-Vassols war Teil des päpstlichen Lehens, bis es unter die Herrschaft der Bischöfe von Carpentras kam.

## Wirtschaft
Die kleine Gemeinde ist von Landwirtschaft und vom Weinbau geprägt. Der angebaute Wein gehört zur Appellation d’Origine Contrôlée (AOC) Côtes du Ventoux. Bekanntestes Gut ist das Château Valcombe, ein 23 ha großes Qualitätsweingut dessen Rotwein vor allem aus der Sorte Syrah und der weiße, eichengefärbte Wein La Sereine aus Grenache blanc und Roussanne besteht.

## Kultur
Am Rande des Ortes bewohnte der deutsche Maler, Bildhauer und Grafiker Paul Wunderlich mit seiner Frau Karin Székessy ein großes Landhaus in einem skulpturenbestandenen Park. Die beiden Künstler lebten und arbeiteten vor allem in den Sommermonaten hier. Wunderlich starb am 6. Juni 2010 in Saint-Pierre-de-Vassols.